# Królik belgijski olbrzym
Olbrzym Belgijski, belg (Oryctolagus cuniculus f. domestica) – rasa królika domowego, wyhodowana w Belgii w XIX wieku. Rasa ta jest hodowana w celach mięsno-futerkowych. Obok barana francuskiego jest najbardziej popularną dużą rasą królików.

## Charakterystyka
Olbrzymy belgijskie mają duże odstające uszy (17–19 cm). Tułów jest długi i szeroki. Króliki te mają mocne kości oraz duże masywne łapy tylne i krótkie przednie. Roczne zwierzęta osiągają wagę 8–10 kg i 68–80 cm długości.

## Rozród
Króliki dużych ras późno osiągają dojrzałość płciową. Samice dojrzewają w wieku 7 miesięcy, a samce w wieku 8 miesięcy. W miocie rodzi się 5-12 młodych

## Umaszczenie
W hodowli najczęściej spotyka się umaszczenie szaro-brązowe, lecz występują także umaszczenia barwne takie jak: czarne, ciemnoszare, żółte, brązowe lub białe.